# Ryszard Pilarczyk
Ryszard Pilarczyk (né le 5 novembre 1975 à Poznań) est un athlète polonais, spécialiste du sprint.

## Carrière
Médaille d'argent sur 4 x 100 m aux Championnats d'Europe de 2002 et médaille de bronze en 1998, ses meilleurs temps sont :
- 100 m : 10 s 26 (1.20) à Athènes le 2/08/1997
- 200 m : 20 s 69 (0.70) à Cracovie 	le 17/08/1997

### Palmarès
| Date | Compétition                   | Lieu     | Résultat | Épreuve   | Performance   |
| ---- | ----------------------------- | -------- | -------- | --------- | ------------- |
| 1997 | Championnats d'Europe espoirs | Turku    | 3e       | 200 m     | 20 s 87       |
| 1997 | Championnats d'Europe espoirs | Turku    | 2e       | 4 x 100 m | 39 s 27       |
| 1997 | Championnats d'Europe espoirs | Turku    | 1er      | 4 x 400 m | 3 min 03 s 07 |
| 1998 | Championnats d'Europe         | Budapest | 3e       | 4 x 100 m | 38 s 98       |
| 2000 | Jeux olympiques               | Sydney   | 8e       | 4 x 100 m | 38 s 96       |
| 2001 | Championnats du monde         | Edmonton | 6e       | 4 x 100 m | 39 s 71       |
| 2002 | Championnats d'Europe         | Munich   | 2e       | 4 x 100 m | 38 s 71       |